# Scabiosa mairei
Scabiosa mairei är en tvåhjärtbladig växtart som beskrevs av Leveille. Scabiosa mairei ingår i släktet fältväddar, och familjen Dipsacaceae. Inga underarter finns listade i Catalogue of Life.